# 830 Petropolitana
830 Petropolitana eller A916 QE är en asteroid i huvudbältet, som upptäcktes den 25 augusti 1916 av den ryske astronomen Grigorij N. Neujmin vid Simeizobservatoriet på Krim. En oberoende upptäckt gjordes av den tyske astronomen Max Wolf. Asteroiden namngavs senare efter den ryska staden Sankt Petersburg.
Petropolitanas senaste periheliepassage skedde den 31 maj 2021. Dess rotationstid har beräknats till 39 timmar